# Michelangelo Tonello
Michelangelo Tonello (San Secondo, 29 maggio 1800 – Torino, 2 dicembre 1879) è stato un magistrato e politico italiano.